# 克苏鲁的呼唤：地球黑暗角落
《克苏鲁的呼唤：地球黑暗角落》（英語：Call of Cthulhu: Dark Corners of the Earth）是一部洛夫克拉夫特式恐怖第一人称动作冒险游戏，游戏由Headfirst Productions开发，Bethesda Softworks和2K Games在2005年联合发行。游戏发布于PC和Xbox平台，在一些地区，Xbox版本被Xbox 360系统官方兼容。
游戏根據美國知名恐怖小說作家霍华德·菲利普·洛夫克拉夫特的同名小說《克蘇魯的呼喚》改編而成。同時，遊戲還參考了混沌元素的紙筆類遊戲《克苏鲁的呼唤》。

## 故事背景
該作故事講述了20世紀初期，警察傑克·沃爾特接到上頭的命令調查一座和某個宗教團體有關係的神秘建築。由於在這次行動中接觸到靈異生物而且受到嚴重攻擊，傑克因此精神錯亂。
在經過長達6年的治療之後，傑克喪失了記憶，他回到新英格蘭城，繼續調查發生在這座小鎮周圍的奇異事件。在迷亂與虛幻的狀態下傑克將一步步深入這個黑暗的地帶，玩家要協助主角利用手中的武器去對付那些隱藏在黑暗中的靈異物體。霍华德·菲利普·洛夫克拉夫特所著的小說有個獨特之處，其作品一向是以通過反映人物的黑暗內心來描寫恐怖的，該作通過主角傑克·沃爾特離奇曲折的身世與經歷作為最大懸念吸引玩家，在陰暗的故事背景下，通過對人物性格的暗示以及對歪曲人性的探討來讓玩家心理產生極大的震顫，為玩家製造內心的恐懼感。

## 遊戲系統
與以往恐怖解謎遊戲慣用的第三人稱視角相比，該作採用了FPS的視角模式進行能使玩家體驗角色真實性，更有利於表現那種流動的和不安的心理過程。
遊戲中採用了一種叫做「理智值」的設定，當主角傑克·沃爾特在冒險中遇到各種怪物的攻擊或者心理上的壓力，他的這種狀態值就會迅速下降，玩家可以發現他的心跳頻率很不正常，隨之，各種恐怖的幻像也會隨之而來，精神將會遭受毀滅性的打擊，最後崩潰。這相比一般遊戲中角色死亡更為致命。大量採用了電影手法也是該作的一大特點。人物運動時的視角、及過場鏡頭切換處理的非常到位。而色調冷暖輪番交替、鏡頭的搖晃、屏幕噪點、使之看起來像是一部電影紀錄片，這無疑大大加強了玩家的投入感。
遊戲引入了大量的謎題要素，英文文本與角色對話是情節進行的主要手段，這也提高了遊戲的難度。遊戲並不支持隨時存盤，必須在特定場景中尋找封印的記錄點才可以保存，這也算是沿用了冒險遊戲慣用的系統。

## 评价
| 媒体    | 得分   |
| ------- | ------ |
| GameSpy | 3.5/5  |
| IGN     | 78/100 |

游戏通常收到了好评。游戏PC版在Metacritic的汇总得分为76/100。而Xbox版在GameRankings的汇总得分为78%。游戏是五部GameSpot 2005年度最令人吃惊好游戏之一，并评论道：“很难想象在近乎无穷的开发周期后，这个洛夫克拉夫特恐怖式游戏能一切顺利。我们很幸运，我们无需这么想。” 
游戏在2010年入选了1UP.com的游戏世界五大完全疯狂游戏。在2011年《PC Gamer》举办的百佳PC游戏中，作品位列87名。在《每日电讯报》“你从没玩过的”最可怕游戏中，作品次于《失忆症：黑暗后裔》排名第二。

## 外部連結
- 官方网站